# اوبرهاوزن (ویلهایم-شونگاو)
اوبرهاوزن (ویلهایم-شونگاو) (به آلمانی: Oberhausen, Weilheim-Schongau) یک شهر در آلمان است که در ویلهلم-شونگاو واقع شده‌است.

## خصوصیات
اوبرهاوزن ۱۴٫۹۱ کیلومترمربع مساحت دارد ۵۹۰-۶۶۳ متر بالاتر از سطح دریا واقع شده‌است.